# Marina Horiuchi
Marina Horiuchi (堀内まり菜, Horiuchi Marina, Tóquio, 29 de abril de 1997) é uma idol, cantora, modelo e atriz Japonesa. Ela é representada pela agência de talentos Amuse e integrou seis grupos formados por essa agência: Sakura Gakuin e seus subgrupos Twinklestars, Minipati, sleepiece, Pastel Wind e Kagaku Kyumei Kiko Logica? (onde era conhecida como MaRi7). Atualmente Horiuchi integra o grupo HGS (acrônimo de Harajuku Girls School), juntamente de Hana Taguchi e Yunano Notsu.

## Biografia
Em 2007, ganhou o prêmio de melhor sorriso na audição Garota Ciao, realizada pela revista Ciao. No verão de 2009, iniciou sua carreira na música como integrante do grupo idol Minipati. Em abril de 2010, iniciou suas atividades como integrante do grupo idol Sakura Gakuin. Em 8 de dezembro de 2010, estreou no grupo Sakura Gakuin com o single major "Yume ni Mukatte / Hello ! Ivy". Em julho de 2011, encerrou suas atividades como integrante do grupo Minipati; juntamente das outras duas integrantes, passaram suas atividades a três outras garotas. Em maio de 2012 tornou-se, juntamente de Raura Iida, Vice-presidente do Conselho Estudantil, i.e. vice-líder do grupo Sakura Gakuin. Em agosto de 2012, foi formado o grupo Pastel Wind, subgrupo de Sakura Gakuin, em apresentação no TOKYO IDOL FESTIVAL, onde Horiuchi foi integrante. Em setembro de 2012, foi formado o grupo Kagaku Kyumei Kiko Logica?, subgrupo de Sakura Gakuin, onde Horiuchi foi líder. Em maio de 2013 tornou-se a 3ª Presidente do Conselho Estudantil, i.e. líder, do grupo Sakura Gakuin. No dia 31 de março de 2014, encerrou suas atividades como integrante do grupo Sakura Gakuin. Em abril de 2014, Licca-chan, uma marca de bonecas Japonesa, fez sua estreia com o grupo idol HGS (Harajuku Girls School) com o single "Mignon☆Papillon", e Horiuchi integrou o grupo com o papel de LICCA nas canções e apresentações ao vivo. Também em 2014, juntamente de Miki Kanai, Yuika Shima (ex-Karen Girl's) e Hinata Sato (ex-Sakura Gakuin), Horiuchi integrou-se ao grupo idol Maboroshi Love, além de lançar o single de estreia "Merry Go World" em novembro do mesmo ano; a canção foi usada como abertura para o anime Kutsudaru., onde as quatro integrantes do grupo trabalham como Seiyū (dubladoras).

## Detalhes pessoais
Em março de 2013, a altura de Horiuchi era 1,50cm.

## Afiliações
- Sakura Gakuin (2010–2014)
  - Twinklestars (subgrupo de Sakura Gakuin; 2010–2012)
  - Minipati (subgrupo de Sakura Gakuin; 2009–2011)
  - sleepiece (subgrupo de Sakura Gakuin; 2010–2014)
  - Pastel Wind (subgrupo de Sakura Gakuin; 2012–2013)
  - Kagaku Kyumei Kiko Logica? (subgrupo de Sakura Gakuin; 2012–2014)
- HGS (2014–atualmente)
- Maboroshi Love (2014–atualmente)

## Discografia

### Sakura Gakuin
Álbuns
1. Sakura Gakuin 2010 Nendo ~message~ (27 de abril de 2011)
2. Sakura Gakuin 2011 Nendo ~Friends~ (21 de março de 2012)
3. Sakura Gakuin 2012 Nendo ~My Generation~ (13 de março de 2013)
4. Sakura Gakuin 2013 Nendo ~Kizuna~ (12 de março de 2014)

Singles
1. "Yume ni Mukatte / Hello! Ivy" (8 de dezembro de 2010)
2. "Friends" (23 de novembro de 2011)
3. "Verishuvi" (21 de dezembro de 2011)
4. "Tabidachi no Hi ni" (12 de fevereiro de 2012)
5. "Wonderful Journey" (5 de setembro de 2012)
6. "My Graduation Toss" (27 de fevereiro de 2013)
7. "Ganbare!!" (9 de outubro de 2013)
8. "Jump Up ~Chiisana Yuki~" (12 de fevereiro de 2014)

### Twinklestars
Singles
1. "Dear Mr.Socrates" (28 de novembro de 2010)
2. "Please! Please! Please!" (6 de julho de 2011)

### Kagaku Kyumei Kiko Logica?
Singles
1. "Science Girl Silence Boy" (21 de novembro de 2012)

### HGS
Singles
1. "Mignon☆Papillon" (16 de abril de 2014)
2. "ONE CHECK SWEETNESS" (16 de julho de 2014)
3. "Mignon☆Papillon/ONE CHECK SWEETNESS" (2 de agosto de 2014)

### Maboroshi Love
Singles
1. "Merry Go World" (19 de novembro de 2014)

## Filmografia

### Filmes
| Título                                      | Data de lançamento    | Distribudor | Papel |
| ------------------------------------------- | --------------------- | ----------- | ----- |
| Himitsu no Akko-chan (ひみつのアッコちゃん) | 1 de setembro de 2012 | Shochiku    | Moco  |

### Doramas televisivos
| Título                                                         | Episódios / Datas de transmissão | Empresa transmissora | Papel        |
| -------------------------------------------------------------- | -------------------------------- | -------------------- | ------------ |
| Totsukawa Keiji no Shouzou Hitosagashi Game (十津川刑事の肖像) | Maio de 2009                     | Fuji TV              |              |
| Tsuri Keiji 4 (釣り刑事4)                                      | Setembro de 2013                 | TBS                  | Yui Hasegawa |

### Dublagem
Animes
| Título                  | Episódios / Datas de transmissão | Empresa transmissora | Papel        |
| ----------------------- | -------------------------------- | -------------------- | ------------ |
| Kutsudaru. (くつだる。) | 2 de abril de 2014               | NHK Educational TV   | Kaoru Nekota |

### Vídeos musicais
- Glay — "Hashire! Mirai" (疾走れ!ミライ) (outubro de 2014)